# Fiebre periódica familiar autosómica dominante
TRAPS es un síndrome periódico asociado a factor necrosis tumoral es una enfermedad autosómica dominante, caracterizado por eventos periódicos de fiebre que usualmente se prolonga más de 7 días. Se conocía también como FHF (en inglés Familial Hibernian fever) o «fiebre familiar irlandesa» cuando fue descrito por primera vez, en 1982, en una familia irlandesa-escocesa. Esta enfermedad se incluye junto con otros trastornos que tienen orígenes similares dentro de las enfermedades autoinflamatorias.

## Epidemiología
Este síndrome tiene una frecuencia de uno por cada millón (1:1.000.000) de habitantes, sin respetar el sexo y es el segundo síndrome más común de fiebre recurrente hereditario compartiendo similitud con FMF (Fiebre mediterránea familiar). La enfermedad tiene ascendencia irlandesa-escocesa; pero se ha encontrado en europeos como italianos, francos, neerlandeses, también se ha encontrado esta enfermedad en mexicanos, judíos, afroamericanos, entre otros.

## Causas
La enfermedad es causada por una mutación en el gen TNFRSF1A que tiene los códigos para el receptor TNFR1

## Patogénesis
El TNF- es una proteína transmembrana involucrado en el proceso inflamatorio mediando en diferente procesos biológicos como inflamación celular, apoptosis celular, arthritis, enfermedades autoinmunes y otros procesos patológicos. TNF- necesita acoplarse a su receptor TNFR1 codificado por el gen TNFRSF1A para activar el proceso inflamatorio. Existen más de 80 tipos de mutaciones del gen TNFRSF1A. Esta mutación inhibe el reciclaje o destrucción del receptor TFR1 llevando a la permanencia de este receptor en la superficie celular. Este proceso lleva a una sobreestimulación del receptor que lleva a un proceso de inflamación prolongada y que explica los periodos de fiebre recurrentes

## Manifestaciones clínicas
TRAPS tiene un inicio insidioso a la edad promedio de 10 años y empieza con fiebre de más de 7 días y se ha visto episodios de 2 hasta 56 días [1,2]. Otras manifestaciones que se acompañan es el dolor abdominal (77%), mialgia migratoria acompañada por máculas edematosas y/o eritematosas, manifestaciones oculares como edema periorbital, conjuntivitis, uveítis y dolor ocular. Se ha descrito casos de artritis y artralgias siendo más frecuente la artralgia en TRAPS. Pacientes pueden presentar proteinuria en casos más graves y/o tardíos

## Complicaciones
Su complicación más severa es la amiloidosis secundaria que muchas veces es seguido por fallo renal.

## Laboratorio
Los resultados de laboratorio indican aumento marcado de indicadores de inflamación como:
- PCR.
- VES.
- Fibrinógeno.
- Haptoglobina.
- Citocinas proinflamatorias (IL-6, IL-1)
- SAA (proteína amiloide-a sérica) en casos más graves.

Los indicadores pueden estar presente incluso durante periodos afebriles. Frecuentemente existe una anemia hipo/normo- crómica

## Diagnóstico
El diagnóstico definitivo se establece por la secuenciación del ADN del gen TNFRSF1A.

## Tratamiento
Encontrar tratamiento para TRAPS ha sido muy difícil por la amplia heterogeneidad genética en esta enfermedad. El propósito del tratamiento es 1) controlar los síntomas, 2) mejorar la calidad de vida del paciente y 3) prevenir complicaciones a largo plazo, acordando que por ser una enfermedad genética no existe cura definitivo. El tratamiento de TRAPS está basado en el uso de anti-TNF cono etanercept que ha demostrado reducir cantidad y severidad de los episodios, pero etanercept demostró perder la eficacia con su uso prolongado. Otro fármaco que ha tenido éxito es anakinra un antagonista del receptor IL-1. Se usa mucho en casos que haya resistencia a etanercept. El uso de otros anti-TNF como infliximab o adalimumab no es recomendado. El uso de AINE’s no ha demostrado aliviar mucho los síntomas, pero si existen pacientes que llega a tener alivio de los síntomas con el uso de AINE’s a dosis alta